# Влакнеста оптика
Влакнеста оптика е общ термин, който може да се отнася до оптиката и до техниката. Това е или
- раздел от оптиката, който изучава физическите явления, възникващи и протичащи в в оптичните влакна, или
- продукция на отрасли от машиностроенето, включваща компоненти на основата на оптични влакна.

Според друго определение това е науката за предаване на данни, глас и образи чрез преминаването на светлина през оптични влакна. В далекосъобщенията оптичната технология все повече измества медните кабели в телефонните линии и компютърните мрежи. Оптичните влакна са основен компонент в ендоскопията и други методи за наблюдение.
Към устройствата на влакнестата оптика се отнасят лазери, усилватели, мултиплексори, демултиплексори и други. Към компонентите на влакнестата оптика се отнасят изолатори, огледала, конектори, разклонители и др. Основата на влакнесто-оптичната система е неговата оптична схема – наборът от компоненти, поставени в определен ред. Оптичните схеми могат да са отворени и затворени, с наличие или не на обратна връзка.